# 下笠居
下笠居（しもかさい）は高松市北西部にある一地区で、高松市役所下笠居出張所の管内。中山町、植松町、生島町、神在川窪町、亀水町の5町からなる。かつては全域が「香川郡下笠居村」（しもかさいむら）として存在し、1956年（昭和31年）9月30日に高松市に編入された。

## 地理
地区は高松市北西部に位置し、坂出市、大槌島を介して岡山県玉野市と境界を接する地区である。人口は2010年時点で6271人（男3021人/女3250人）、世帯数は2506世帯であり、2010年までの10年間でおよそ10%減少している。面積は18.92km2と高松市の地区中最大であるが、山地が多く可住地面積が狭いため人口密度は1平方キロメートルあたり326.85人と高松市の平均（1140.03人）を大きく下回っている。

### 地形
北側を瀬戸内海に面し、すぐ内陸方面には峻険な五色台が迫る。高松平野とは地形的に一線を画し、平地が少なく面積の多くが山地で占められている。
西側は香川県道16号高松王越坂出線やさぬき浜街道の一部である香川県道161号高松坂出線を通ることによって坂出市へと抜けることが出来る。
- 山：紅峰、串ノ山（串ノ峰）、勝賀山
  - 五色台 - 黄峰（黄ノ峰）、峰山（黒峰）、青峰
- 川：住吉川、亀水川
- 島嶼：小槌島、大槌島
- 湖沼：前池、小山池、新池、桑崎池、上池、下池、はす池、宮池、根香池、亀屋池、原上池、亀水原池、亀水新池、亀割池、上原北池、小坂中池、北山池、北山上池

### 人口
| \| 2002年（平成14年） \| 6,953人 \| \| \| 2003年（平成15年） \| 6,869人 \| \| \| 2004年（平成16年） \| 6,845人 \| \| \| 2005年（平成17年） \| 6,782人 \| \| \| 2006年（平成18年） \| 6,664人 \| \| \| 2007年（平成19年） \| 6,580人 \| \| \| 2008年（平成20年） \| 6,442人 \| \| \| 2009年（平成21年） \| 6,356人 \| \| \| 2010年（平成22年） \| 6,271人 \| \| |         |  |
| 高松市 / 登録人口（10月1日時点） |         |  |
| 2002年（平成14年） | 6,953人 |  |
| 2003年（平成15年） | 6,869人 |  |
| 2004年（平成16年） | 6,845人 |  |
| 2005年（平成17年） | 6,782人 |  |
| 2006年（平成18年） | 6,664人 |  |
| 2007年（平成19年） | 6,580人 |  |
| 2008年（平成20年） | 6,442人 |  |
| 2009年（平成21年） | 6,356人 |  |
| 2010年（平成22年） | 6,271人 |  |

### 隣接する地域
- 東：高松市香西地区
- 南：高松市鬼無地区、端岡地区
- 西：坂出市松山地区、王越地区
- 北：香川郡直島町（海上で隣接）、岡山県玉野市（大槌島にて陸上で隣接）

### 高松市下笠居出張所管内
- 中山町 761-8004
- 植松町 761-8005
- 生島町 761-8002
- 神在川窪町 761-8003
- 亀水町 761-8001

## 歴史

### 年表
高松市編入以前は「下笠居村」を参照
- 1956年（昭和31年）9月30日 - 香川郡下笠居村が高松市に合併（高松市第5次合併）。この区域を以って高松市下笠居地区成立。
  - 小字の区域を継承した中山町、植松町、生島町、神在川窪町、亀水町の5町を設置。
  - 高松市下笠居出張所が開所。
  - 下笠居村立下笠居小学校が高松市立下笠居小学校に改称。
  - 下笠居村立下笠居中学校が高松市立下笠居中学校に改称。
- 1981年（昭和56年）3月27日 - 高松坂出有料道路が開通。
- 1982年（昭和57年）7月17日 - 塩田跡地に整備中の香川県総合運動公園内に香川県営野球場が開場。

### 町名の変遷
もともと香川郡下笠居村であったこの地区は1890年（明治23年）2月15日の町村制施行時に単独で町村制を施行したため、村内に合併後の町名に引き継がれる大字が存在しなかった。このため1956年（昭和31年）に高松市と合併した際にはその更に下位区分の小字を町名としている。

## 経済
高松市の平均と比較して第三次産業従事者の割合が大幅に低く（-10.4%）、第一次産業（+6.7%）及び第二次産業従事者（+3.7%）の割合が高くなっている。

### 第一次産業
- 就業者数：322人、構成比：10.2%（2005年国勢調査）[3]

平地には五色台の山地を縫うように田が広がり、五色台の山肌にはミカン畑が多く広がっている。地区内には平地が少ないため田圃の広がりは限定的であるが、特に高松市で最大の栽培面積を有する果樹のウンシュウミカンについては地区内に多く広がる五色台の斜面を利用して栽培が行われ、近隣の鬼無、香西地区と並んで市内の一大栽培地となっている。
- 米
- 温州ミカン

### 第二次産業
- 就業者数：727人、構成比：23.1%（2005年国勢調査）[3]

地区内に大規模な第二次産業集中地帯は無いが、中小の工場が点在している。

### 第三次産業
- 就業者数：2103人、構成比：66.7%（2005年国勢調査）[3]

メインストリートの県道16号高松王越坂出線沿いには古くから続く個人商店が残っているほか、近隣の香西地区にはイオンモール高松が位置している。

## 教育
地区内の小学校は市立下笠居小学校が存在し、中学校は市立下笠居中学校が存在する。地区内に存在する公立小中学校はその一校ずつであるため、校区などは小学校から中学校への持ち上がりとなる。その校区は下笠居地区の全域のほか、東隣に隣接する香西地区の香西北町の一部も校区としている。。
幼保施設については私立のものは存在しないが、公立のものについては単一の地区としては市内で唯一市立保育所が3ヶ所設けられている。
小学校・中学校
- 高松市立下笠居小学校
- 高松市立下笠居中学校

幼稚園・保育所
- 市立下笠居西部保育所
- 市立下笠居こども園
- 市立下笠居東部保育所

## 行政
この地区は1956年（昭和31年）以降高松市の一部であるため地区単独での自治権はもたない。この地区の行政サービスの中心としては高松市下笠居出張所があり各種住民サービスに対応している。またそこは公民館も兼ねていて下笠居コミュニティセンターとして地域交流・生涯学習の中心となっている。
主な行政施設
- 高松市下笠居出張所
- 高松北警察署下笠居駐在所

## 生活
公共施設
- 下笠居コミュニティセンター（公民館）
- 下笠居郵便局
- 香川県総合運動公園
- 生島ふれあい公園
- 高松市亀水運動センター

医療機関
- 下笠居診療所
- 横田外科医院
- 溝渕歯科診療所

## 交通

### 道路
地区の動脈となる主要道路は県道16号高松王越坂出線であり、高松市中心部とを結んでいる他、五色台の大崎ノ鼻を経由して坂出市とも結ばれている重要道路である。ただし、この県道の本線は集落の中を通る旧道ということもあり、対面2車線（一部1車線）道路で大崎ノ鼻前後では線形も良くない。そのバイパスがさぬき浜街道（県道16号高松王越坂出線バイパス、高松坂出有料道路）であり、五色台を長大トンネルでバイパスする構造になっており、有料道路であったが、2011年3月27日に無料開放された。トンネル部分は対面2車線道路となっている。この道路が無料開放されたことにより、交通量が飛躍的に増加し、県道16号のバイパスとしての機能が一層高まった。
五色台を擁する当地区の特性上、五色台の登山道路もいくつか存在する。その中で自動車通行可能な幹線道路としては県道180号鴨川停車場五色台線が存在し、山上の五色台スカイライン（県道281号五色台線）に接続している他、五色台を越えて坂出側に下りることも出来る。また、この道路は高台を通るさぬき浜街道と下笠居地区中心部の連絡道路の役割も果たしており、高松方面からは料金所直前までは高松坂出有料道路を通り（有料道路内ではあるが料金所直前で流出出来るため事実上の無料区間）、この県道を経由して香川県総合運動公園前に抜けることが出来る。また、281号五色台線は当地区と坂出市の境を縫うように走っているが、五色台山上を走るスカイラインであるという性格上、地区内の生活道路との接続性はほとんど無い。
主要地方道
- 香川県道16号高松王越坂出線
- 香川県道16号高松王越坂出線バイパス（さぬき浜街道）
- 高松坂出有料道路（さぬき浜街道）2011年3月27日に無料開放

その他県道
- 香川県道180号鴨川停車場五色台線
- 香川県道281号五色台線（五色台スカイライン）

### 鉄道
地区内を通る鉄道は存在せず、地区外にも最寄りとなる鉄道駅は存在しない。香西地区と弦打地区の境にはJR香西駅が存在するが、直線距離でも4.2km離れているなど最寄り駅としての性格は薄い。

### バス
地区内を通るバス路線はことでんバス下笠居線と琴参バス王越線が存在する。また、同地区に鉄道は存在しない。当線は当地区亀水町の弓弦羽（ゆずりは）を終点とし、地区内では全線が県道16号高松王越坂出線を路線としている。また、下笠居線には3系統があり、うち2系統は高松駅発で、残りの1系統はイオン高松東店発である。さらに高松駅発の2系統はそれぞれ昭和町経由便と宮脇町経由便に分かれている。
ことでんバス
- 下笠居線：神在口 - 山下 - 根香口 - 下笠居支所前 - 生島 - 生島富士カガク前 - 小坂・総合運動公園前 - 北坂 - 塩家 - 亀水 - 弓弦羽（ゆずりは）

王越線については、もともと琴平参宮電鉄は坂出線を同地区を経由して高松五番町へ至る路線を計画しており、その先行線として坂出から王越に至るバス路線を運行していた。後に王越～弓弦羽までの路線を下笠居線から引き継ぎ運行している。(但し引き継ぎ区間は平日のみの運行)

### 船舶
- 亀水漁港
- 高松港
  - 生島地区
  - 神在地区

## メディア

### 放送
ケーブルテレビ
- ケーブルメディア四国（高松ケーブルテレビ）

地上波テレビ放送
高松市周辺では基本的に高松市東部の前田山にある高松局を受信するが、当地区は地形的に奥まった場所に位置するため、高松局を受信すると山などが障害となるため良好な受信は困難である。そのため当地区では多くの世帯が障害物のない海を超えた岡山局を受信する。
地区内にある五色台には県域FM局（NHK-FM・FM香川）が送信所を設けている。かつては西日本放送のテレビ親局送信所も地区内の靑峰にあった。1986年に岡山局に移転され廃止（名目上は移転）されたのち、2020年にFM補完中継局が設置され、テレビ・ラジオの違いはあれ、34年ぶりに靑峰から電波を送信することとなった。
| 局名                 | 局名                 | NHK高松 | NHK高松 | NHK岡山 | NHK岡山 | RNC  | KSB  | RSK  | OHK  | TSC  | 出力            | 偏波面 | 送信 場所 |
| 局名                 | 局名                 | 総合    | 教育    | 総合    | 教育    | RNC  | KSB  | RSK  | OHK  | TSC  | 出力            | 偏波面 | 送信 場所 |
| デジタルリモコン番号 | デジタルリモコン番号 | 1ch     | 2ch     | 1ch     | 2ch     | 4ch  | 5ch  | 6ch  | 8ch  | 7ch  | 出力            | 偏波面 | 送信 場所 |
| -------------------- | -------------------- | ------- | ------- | ------- | ------- | ---- | ---- | ---- | ---- | ---- | --------------- | ------ | --------- |
| 岡山 (北讃岐)        | デジタル             | (24ch)  | (13ch)  | 32ch    | 45ch    | 20ch | 30ch | 21ch | 27ch | 18ch | 2kW(200W)       | 水平   | 金甲山    |
| 岡山 (北讃岐)        | アナログ             | -       | -       | 5ch     | 3ch     | 9ch  | 25ch | 11ch | 35ch | 23ch | V10kW/U20kW     | 水平   | 金甲山    |
| 生島                 | アナログ             | 61ch    | -       | -       | -       | -    | -    | -    | -    | -    | 3W              | 水平   | 紅峰      |
| 高松                 | デジタル             | 24ch    | 13ch    | -       | -       | 15ch | 17ch | 21ch | 27ch | 18ch | NHK1kW/民放500W | 水平   | 前田山    |
| 高松                 | アナログ             | 37ch    | 39ch    | -       | -       | 41ch | 33ch | 29ch | 31ch | 19ch | NHK10kW/民放5kW | 水平   | 前田山    |

AMラジオ放送
- NHK高松第1放送：1368kHz（高松局 出力5kW）
- NHK高松第2放送：1035kHz（高松局 出力1kW）
- 西日本放送ラジオ：1449kHz/90.3MHz（高松局 出力5kW）

FMラジオ放送
- NHK高松FM放送：86.0MHz（高松局 出力1kW）
- FM香川：78.6MHz（高松局 出力1kW）
- FM高松：81.5kHz（コミュニティ放送 出力20W）

県外波
- NHK岡山第1放送：603kHz（岡山局 出力5kW）
- NHK岡山第2放送：1386kHz（岡山局 出力5kW）
- RSKラジオ：1494kHz（岡山局 出力10kW）
- NHK大阪第1放送：666kHz（大阪局 出力100kW）
- NHK大阪第2放送：828kHz（大阪局 出力300kW）
- MBSラジオ：1179kHz（大阪局 出力50kW）
- 朝日放送ラジオ：1008kHz（大阪局 出力50kW）
- ラジオ大阪：1314kHz（大阪局 出力50kW）

- NHK岡山FM放送：88.7MHz（岡山局 出力1kW）
- FM岡山：76.8MHz（岡山局 出力1kW）

## 名所・旧跡・観光・レジャー
- 香川県総合運動公園
  - 香川県営野球場 - 香川オリーブガイナーズ本拠地
  - サッカー・ラグビー場 - かつてはカマタマーレ讃岐の本拠地であった
- 五色台
  - 四国霊場第82番札所根香寺
  - 五色台少年自然センター
  - 瀬戸内海歴史民俗資料館
- 神在海岸

## 出身有名人
- 南原清隆（タレント・ウッチャンナンチャン）